# میله ایساکوویچ
میله ایساکوویچ (انگلیسی: Mile Isaković؛ زادهٔ ۱۷ ژانویهٔ ۱۹۵۸) بازیکن هندبال اهل یوگسلاوی بود.